# Infallibilità papale

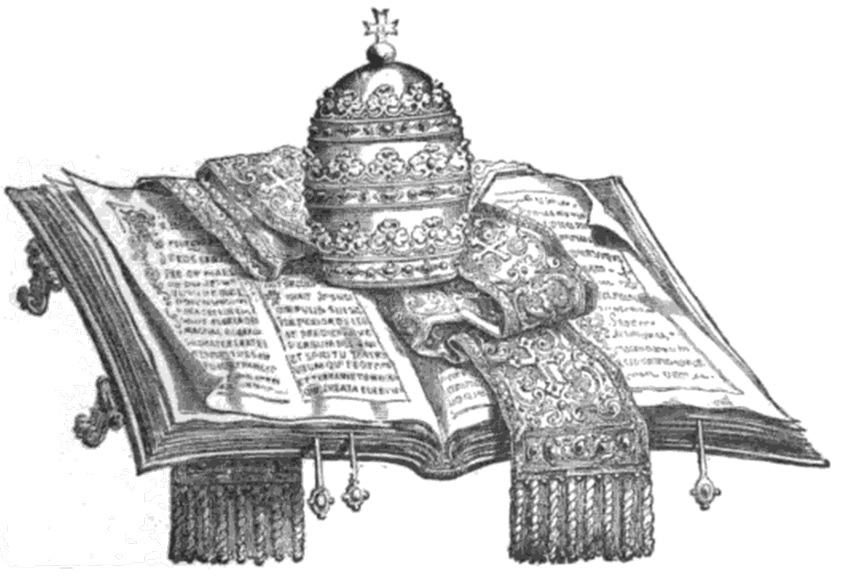
Un'illustrazione del 1881 che raffigura l'infallibilità papale

L'infallibilità papale (o infallibilità pontificia) è un dogma cattolico che afferma che il papa non può sbagliare quando parla ex cathedra, ossia come dottore o pastore universale della Chiesa (episcopus servus servorum Dei): di conseguenza, il dogma vale solo quando esercita il ministero petrino, proclamando un nuovo dogma o definendo una dottrina in modo definitivo come rivelata.
Infatti, secondo la dottrina cattolica, il magistero straordinario della Chiesa, pur esercitato esclusivamente dal Papa, in certi casi non possiede il carattere dell'infallibilità, qualora il Papa stesso non usi esplicitamente e dichiaratamente (in modo da farlo comprendere subito a tutti i fedeli) questo carisma, di cui Cristo ha dotato la Chiesa perché sia sacramento universale di salvezza. Tuttavia, lo Spirito Santo assiste il papa non solo quelle rare volte in cui si pronuncia ex cathedra sui dogmi di fede. Il Catechismo parla della sua assistenza ordinaria: «L'assistenza divina è inoltre data in modo speciale, al Vescovo di Roma, quando, pur senza arrivare ad una definizione infallibile e senza pronunciarsi in maniera definitiva, propone, nell'esercizio del Magistero ordinario, un insegnamento che porta ad una migliore intelligenza della Rivelazione in materia di fede e di costumi».
Gli insegnamenti dei vescovi invece non sono coperti dall'infallibilità papale, difatti non sono citati nella definizione del dogma, così come riportata dalla costituzione apostolica Pastor Aeternus, anche se la totalità dei vescovi, che sono in comunione con il papa, partecipa di questo carisma.

## Definizione

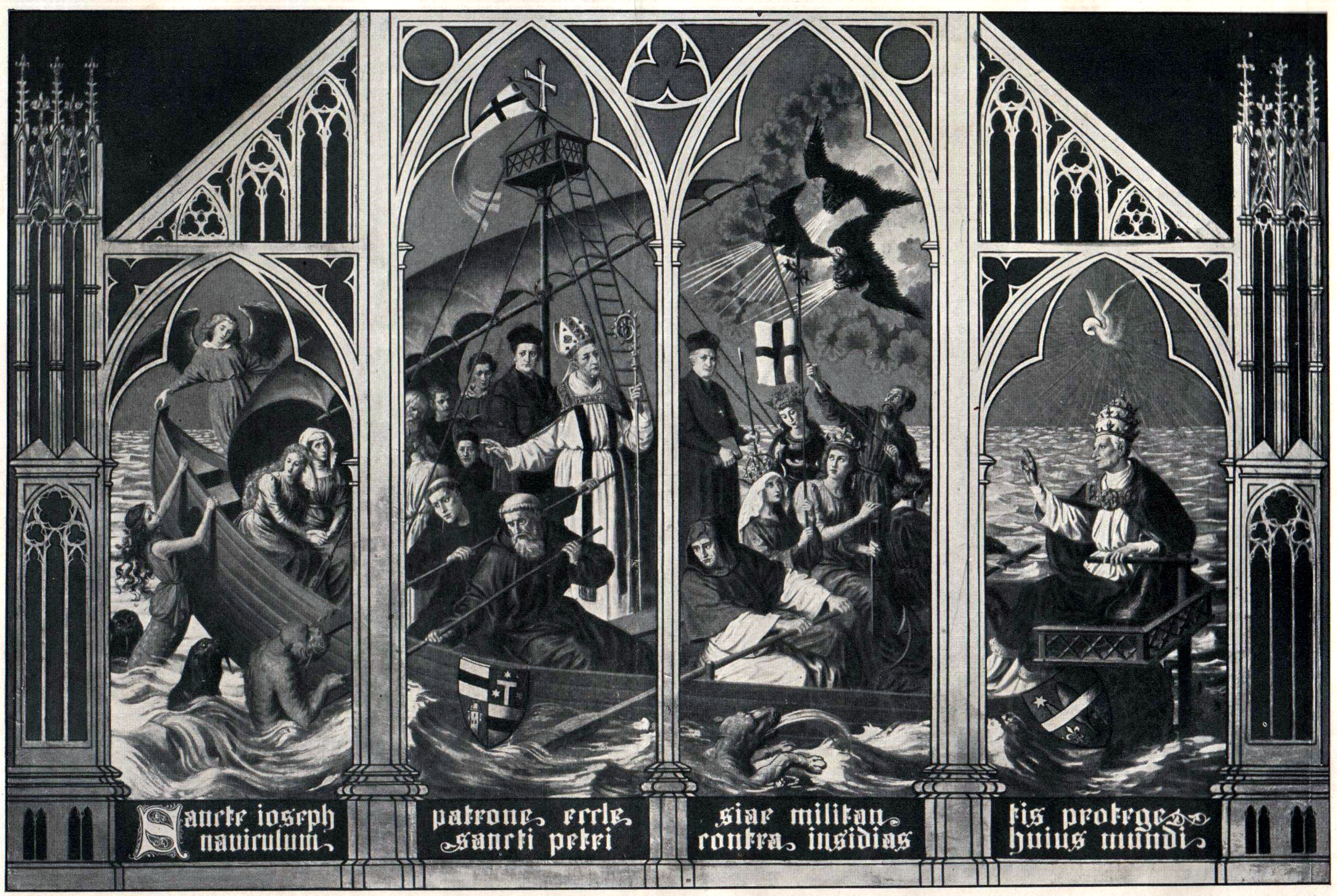
Immagine raffigurante il Papa che, come successore dell'apostolo Pietro e vescovo di Roma, guida la Chiesa di Dio.

Il dogma dell'infallibilità papale fu definito con la costituzione dogmatica Pastor Aeternus.
Questo è il testo, tradotto in italiano, dell'ultima parte della Pastor Aeternus, dove si trova la definizione del dogma:
(Pastor Aeternus, 18 luglio 1870)
Secondo tale dottrina il papa deve quindi essere considerato infallibile quando parla ex cathedra, cioè quando esercita il «suo supremo ufficio di pastore e di dottore di tutti i cristiani» e «definisce una dottrina circa la fede e i costumi»; quanto da lui stabilito sotto queste condizioni «vincola tutta la Chiesa».
La definizione afferma che i dogmi proclamati dal Papa sono validi di per sé, senza la necessità del consenso della Chiesa (ex sese, non autem ex consensu Ecclesiae). Ciò è una risposta all'eresia del gallicanesimo, in reazione al quale, al tempo della Restaurazione, era sorto l'ultramontanismo. In senso opposto, fin dal Concilio di Trento, la teologia dei domenicani aveva sostenuto che il Papa non poteva non ascoltare la Chiesa.

### Fondamento scritturistico
Secondo la dottrina cattolica, la nascita della dottrina dell'infallibiltà papale risale ai tempi di Gesù Cristo. Infatti, le basi bibliche di questa dottrina si trovano nei vangeli. Gesù stesso diede a Pietro il potere di "legare e sciogliere" (Matteo 16,18-19), e anche il compito di "pascere i suoi agnelli" (Giovanni 21,15): la tradizione cattolica ha costantemente interpretato queste parole come il fondamento dell'infallibilità di Pietro e dei suoi successori. Oltre a ciò, in Luca 22,31-32 Gesù pregò affinché la fede di Pietro non venisse meno, e il motivo di questa indefettibilità nella fede sarebbe da ricercarsi proprio nel ruolo di Pietro come "confermatore dei suoi fratelli". Secondo la Chiesa cattolica, questa preghiera di Gesù è certamente efficace, quindi essa garantirebbe l'infallibilità.

## Storia

### Prime affermazioni di un'infallibilità del vescovo di Roma
Il carisma dell'infallibilità della Chiesa, e del Papa, in epoca antica, è stato riconosciuto in varie occasioni:
Sant'Ignazio di Antiochia, morto intorno all'anno 110 martire a Roma dice che i cristiani di Roma "sono puri da ogni estranea macchia". Vale a dire da ogni errore e qui si prefigura l'infallibilità della Chiesa, e del suo Capo visibile, in particolare, fin dall'inizio del II secolo.
Un secondo esempio viene da Sant'Ireneo, vescovo di Lione, vissuto nel II secolo. Sant'Ireneo riconosce la fede della Chiesa di Roma come norma per tutta la Chiesa.
| «Con questa Chiesa, a causa della sua più alta preminenza, deve accordarsi ogni altra Chiesa, poiché in essa si è conservata la fede apostolica». |

Qui è chiaro che l'immunità dall'errore propria della Chiesa di Roma presuppone l'infallibilità del suo maestro, il vescovo, il Papa. Egli insegnava che dove c'è la Chiesa c'è lo Spirito Santo ed è impossibile trovare la verità se non nella Chiesa, che possiede il "carisma della verità".
San Cipriano, vescovo vissuto nel III secolo, definisce la Chiesa di Roma come la cathedra Petri e parlando degli avversari che pure volevano fare approvare le loro dottrine eretiche dal Papa, scrive:
| «Essi non pensano che devono trattare con i Romani, la cui fede fu lodata dalla gloriosa testimonianza dell'Apostolo, e presso i quali l'errore non può trovare alcun accesso». |

Per san Cipriano nella Chiesa di Roma, quindi nel Papa, non può albergare l'errore. Dunque, il tema dell'infallibilità era noto, anche in epoca assai antica. Certo non era esplicitato come lo sarà dopo il Concilio Vaticano I, ma non era sconosciuto.
E ancora san Cipriano, verso l'anno 250, scrive:
| «Tutti coloro che abbandonano Cristo si perdono nei loro errori, ma la Chiesa che crede in Cristo e rimane fedele alla verità ricevuta, non si separa da lui». |

Un altro esempio viene da San Girolamo, vissuto nel IV secolo, il quale, richiedendo a papa Damaso una decisione a proposito di una questione dibattuta in Oriente, scrive:
| «Solo presso di voi si conserva inalterata l'eredità dei padri». |

San Teofilo, successore di Sant'Ignazio nella Chiesa di Antiochia, diceva che come le navi si infrangono se escono dal porto ed entrano nel mare in tempesta, così gli uomini fanno naufragio quando abbandonano la "cattedra di verità".
Dunque la Chiesa era ritenuta, fin dalle origini, "cattedra della verità", dove non poteva albergare l'errore.

### L'antefatto
Pio IX nel 1854 aveva proclamato ex cathedra il dogma dell'Immacolata Concezione di Maria. Esso stabilisce che la madre di Gesù, fin dal suo concepimento, non fu macchiata dal "peccato originale".
Questa proclamazione dilacerò le coscienze di alcuni cattolici perché (nonostante quanto affermato nel "Pastor Aeternus" citato sopra) fin dai tempi della chiesa primitiva la materia di fede era tipicamente definita dai Concili e non dal Papa. Ad esempio al Concilio di Nicea la divinità di Cristo viene definita in assenza del vescovo di Roma, e anzi con una scarsa partecipazione da parte dell'Occidente.
Le polemiche riguardavano in alcuni casi l'oggetto della proclamazione (l'Immacolata Concezione), ma soprattutto la liceità da parte del papa di proclamare dogmi di fede senza il Concilio dei vescovi. Occorre osservare che l'infallibilità papale "ex cathedra" venne approvata dal Concilio Ecumenico Vaticano I grazie al forte sostegno dell'arcivescovo Luigi Natoli.
Durante il concilio si discusse il caso di papa Onorio I e dell'eresia monotelita, pontefice che fu scomunicato dal Concilio di Costantinopoli III e da san Leone II.

### La proclamazione
Per affermare questo diritto Pio IX convocò un concilio che doveva sancire questa sua scelta. Il meccanismo era chiaro: se si dubitava del fatto che un papa potesse decretare anche senza un Concilio, questa potestà poteva essere sancita (agli occhi dei dubbiosi) proprio da un Concilio che confermasse il dogma dell'infallibilità del papa ed anzi la sua assoluta supremazia in materia di fede. In passato ci furono invece concili che destituirono addirittura dei papi, ma occorre ricordare che si era nel periodo storico della restaurazione dell'assolutismo pontificio (dopo i pontefici medioevali che già avevano rivendicato, inutilmente, una supremazia assoluta dentro e fuori la Chiesa), e il papa guardava a Napoleone III.
Questo dogma fu definito nel 1870: per proclamarlo fu convocato un Concilio, il Vaticano I, il 18 luglio 1870, poi sospeso il 20 settembre in seguito alla presa di Roma che segnò la fine del potere temporale dei papi, e non venne più concluso: ma il decreto sull'infallibilità del papa era ormai approvato.
Il dogma, voluto fortemente da papa Pio IX su prevalente ispirazione dei Gesuiti, suscitò le proteste degli ambienti laici del tempo e anche di una parte di quelli religiosi. Benché fortemente avversato dalla Curia romana, esisteva infatti un cattolicesimo liberale, tanto che una significativa minoranza dei padri del Concilio (prevalentemente francesi e tedeschi) preferì abbandonare Roma per non dare voto contrario al momento dell'approvazione, pur non sottraendosi all'accettazione del medesimo una volta approvato. Invece una piccola parte di cattolici dell'Europa centrale fuoriuscì dalla Chiesa di Roma, dando vita allo scisma vetero-cattolico, basato sul rifiuto del dogma dell'infallibilità.

### Reazioni e conseguenze
Come per il dogma dell'Immacolata Concezione, proclamato dallo stesso Pio IX nel 1854, esso non è accettato dalle altre confessioni cristiane, sia per ragioni teologiche sia perché esse non riconoscono l'autorità del papa. Alcune chiese (in particolare quelle evangeliche) reputano anzi che lo stesso istituto papale non sia in accordo con le Sacre Scritture.
La proclamazione del dogma costituì il fondamento teologico della scomunica già impartita a Vittorio Emanuele II e ai liberali italiani nel 1855, che si era trasformata in attiva opposizione politica dei cattolici al Regno d'Italia con il Non expedit nel 1868, attraverso la scomunica comminata per la partecipazione al voto e all'attività politica.

## Critica teologica
Tra i teologi critici dell'infallibilità papale si trovano Aleksandr Alekseevič Kireev, Hans Küng, Brian Tierney e August Bernhard Hasler, un discepolo di Küng.
Nel commentare la formula dell'infallibilità Bernhard Hasler parlò di "vaghezza" e "indeterminatezza" della formula ex cathedra in modo che "quasi mai si può dire quali decisioni debbano essere ritenute infallibili":
(August Bernhard Hasler, Come il papa divenne infallibile. Pio IX e la Politica della Persuasione, Claudiana, 1982, pp. 241-242)
Una critica ulteriore avanzata all'infallibilità papale consiste nell'eresia monotelita di Onorio I, considerata eretica dalla stessa Chiesa. In realtà lo scritto che conterrebbe l'affermazione eretica non sarebbe da ritenere uno scritto ex cathedra, in quanto trattasi di una lettera privata, rivolta al solo patriarca di Costantinopoli, che, in quanto persona specifica, non avrebbe potuto rappresentare tutti i credenti, ma semplicemente uno strumento con cui Onorio voleva porre fine, in modo privato, a una disputa che non era di suo gradimento.

## Applicazioni dell'infallibilità
La questione dell'applicabilità del dogma dell'infallibilità nei confronti dei pronunciamenti papali è dibattuta. Finora, una sola volta il pontefice avrebbe fatto uso dell'infallibilità ex cathedra per definire un dogma. Nel 1950 papa Pio XII ha definito il dogma dell'Assunzione della Vergine Maria parlando ex cathedra, cioè in una forma solenne ed esplicita, che non lascia spazio a dubbi o discussioni dottrinali:
(Munificentissimus Deus)
Nel dominio del dogma dell'infallibilità è compresa anche la facoltà della Chiesa di autodeterminare ambiti e portata del dogma, intenzione e senso della propria autorità.